# 김민채 (1978년)
김민채(1978년 5월 18일 ~ )는 대한민국의 트로트 가수이다.

## 학력
- 박문여자고등학교 (졸업)

## 음반
- 2004년 1집 라모르 (김소리 활동)
- 2006년 2집 땡큐 내 사랑
- 2010년 수상한 삼형제 OST
- 2011년 사랑을 믿어요 OST
- 2013년 3집 빙빙빙
- 2015년 4집 싸인해주세요
- 2017년 5집 줄다리기
- 2018년 Again

## 수상
- 2001년 서울시장기 사격대회 준우승
- 2005년 고운봉가요제 신인가수상
- 2015년 제30회 가요창작인의 날 신인여가수상 수상